# Alberto Fernández de Rosa
Alberto Fernández de Rosa (né le 25 avril 1944 à Buenos Aires), plus connu sous le nom Alberto de Rosa, est un acteur argentin. Depuis 2012, il joue le rôle d'Antonio dans la série télévisée Violetta.

## Biographie
À la télévision, il a joué dans La familia Falcón, l'une des premières telenovelas argentines, qui est devenue très populaire et a été diffusée sur Canal 13 dans les années 1960 (1962-1969). 

## Filmographie
- 1962-1963 : La familia Falcón : Alberto
- 1962 : Buscando a Mónica
- 1962 : El televisor
- 1965 : Pajarito Gomez : Bobby
- 1965 : El castigador
- 1966 : Buenos Aires, verano 1912
- 1968 : La querella
- 1968 : La pulpera de Santa Lucía
- 1969 : Breve cielo
- 1969 : El médico y el curandero
- 1970 : El mundo es de los jóvenes
- 1971 : Nino, las cosas simples de la vida : Rubén
- 1972 : Destino de un capricho
- 1974 : Crimen en el hotel alojamiento
- 1975 : La guerra del cerdo
- 1975 : Las sorpresas
- 1976 : Juan que reía
- 1983 : Mesa de noticias : Rosales / Clorinda
- 1985 : Flores robadas en los jardines de Quilmes
- 1986 : Brigada explosiva : Rosales
- 1986 : Brigada explosiva contra los ninjas : Alberto Rosales
- 1986 : Los amores de Laurita
- 1986 : Los insomnes
- 1987 : Los bañeros más locos del mundo : Alberto
- 1987 : Los matamonstruos en la mansion del terror
- 1988 : Los pilotos más locos del mundo
- 1989 : DNI: La otra historia
- 1991-1994 : Grande Pá! : Teo
- 1995-1998 : Chiquititas : Saverio Fernández
- 1997 : 24 horas (algo está por explotar) : Fernández
- 1999 : La mujer del presidente
- 2001 : Poné a Francella
- 2001 : Te besaré mañana : Commissaire
- 2006 : Vientos de agua : Nazario Reyes
- 2006 : Alma pirata : Père de Francisco
- 2007 : Televisión por la identidad : Abuelo
- 2012-2014 : Violetta : Antonio Fernández Vallejos
- 2014-2015 : Guapas : Coco Luna
- 2015 : Esperanza mía : évêque